# Parrocchie dell'arcidiocesi di Firenze
Le parrocchie dell'arcidiocesi di Firenze, comprese interamente nella città metropolitana di Firenze, sono suddivise in tre aree e 18 vicariati. I seguenti dati sono riportati dal sito ufficiale dell'arcidiocesi alla data del 4 aprile 2016.

## Area urbana

### Vicariato di Porta al Prato
14 parrocchie a Firenze:

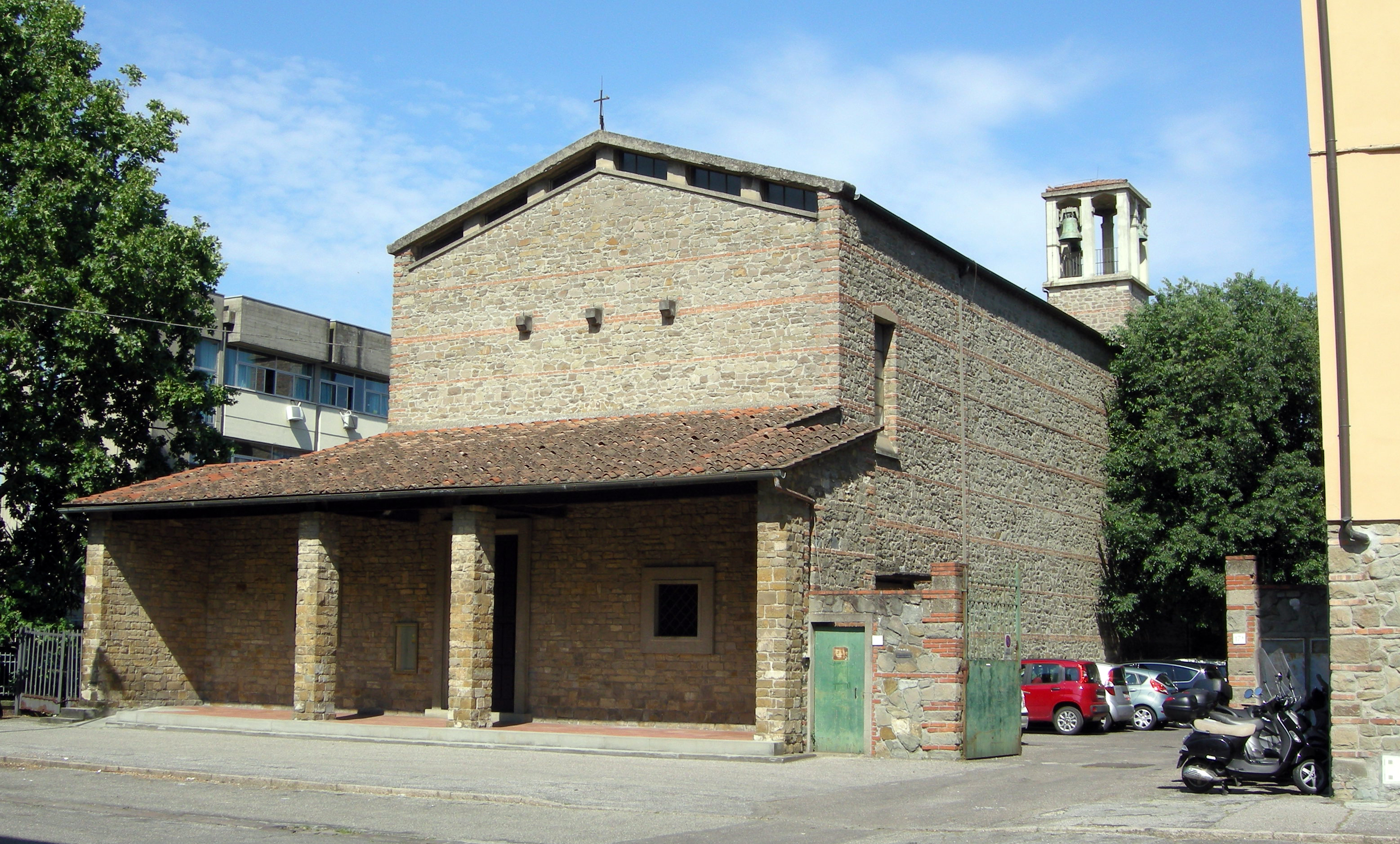
La chiesa della Beata Vergine Maria Madre di Dio al Lippi.

- Ascensione di Nostro Signore Gesù Cristo
- Beata Vergine Maria Madre di Dio al Lippi
- Beata Vergine Maria Regina della Pace
- Preziosissimo Sangue
- San Biagio a Petriolo
- San Cristofano a Novoli
- San Donato in Polverosa
- San Jacopo in Polverosa
- Santa Lucia alla Sala
- Santa Maria a Novoli
- Santa Maria a Peretola
- Santa Maria Ausiliatrice a Novoli
- San Martino a Brozzi
- San Pietro a Quaracchi

### Vicariato di Porta San Frediano
13 parrocchie a Firenze:

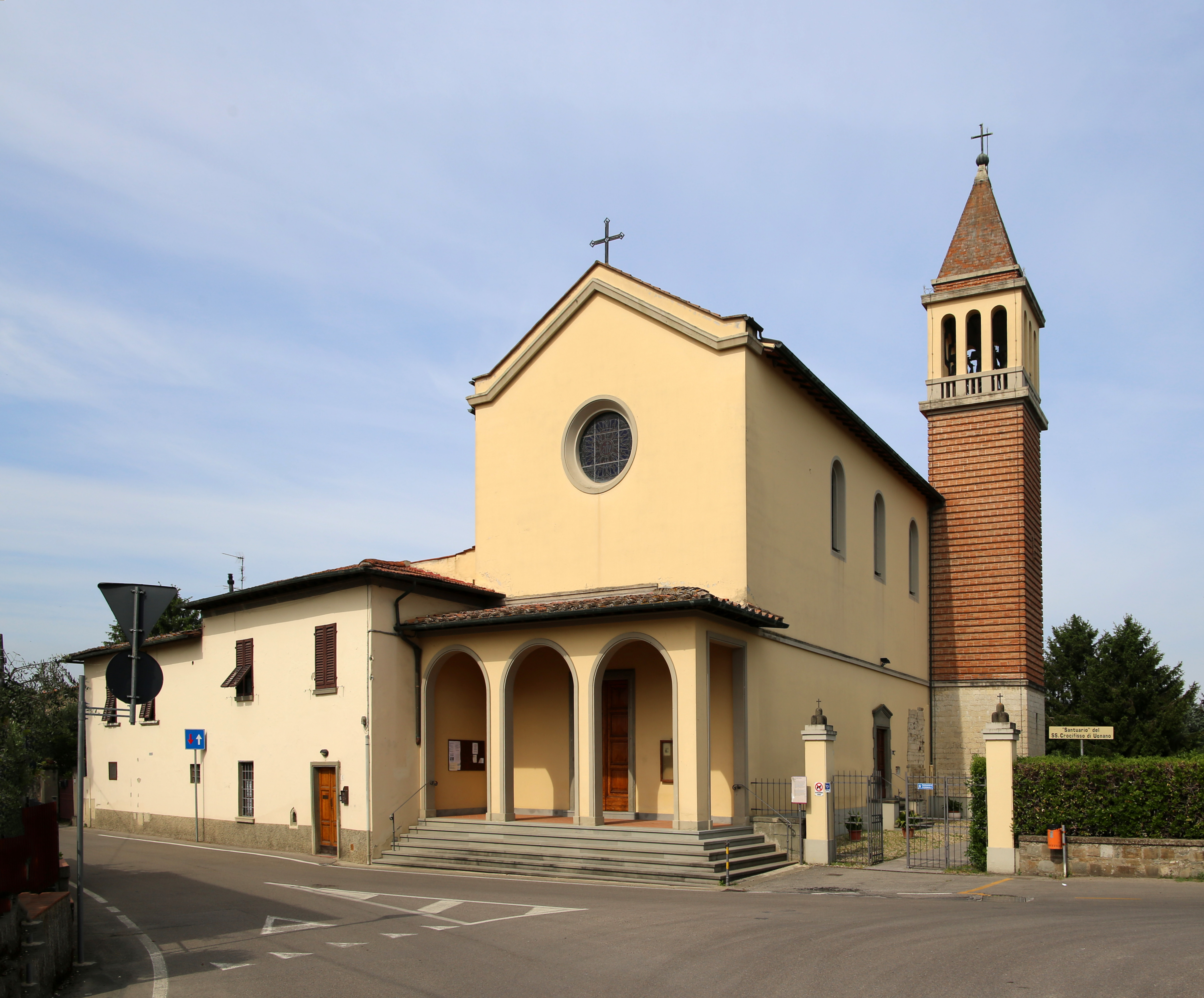
La chiesa di Santo Stefano a Ugnano.

- Beata Vergine Maria Madre delle Grazie all'Isolotto
- Sant'Angelo a Legnaia
- San Bartolo a Cintoia
- San Lorenzo a Ponte a Greve
- Santa Maria a Cintoia
- Santa Maria a Mantignano
- Santa Maria al Pignone
- San Paolo a Soffiano
- San Pietro a Sollicciano
- San Quirico a Legnaia
- Santo Stefano a Ugnano
- Santissimo Crocifisso a Monticelli
- Santissimo Nome di Gesù ai Bassi

### Vicariato di San Giovanni

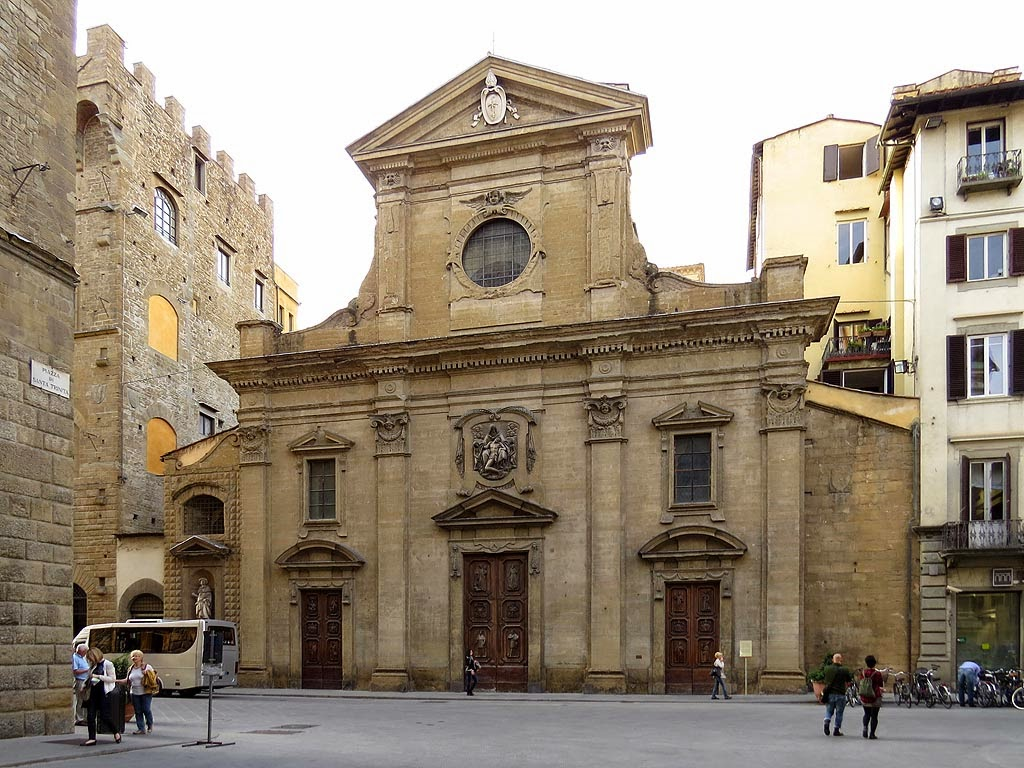
La basilica di Santa Trinita.

13 parrocchie a Firenze:
- Nostra Signora del Sacro Cuore
- Sant'Ambrogio
- San Giuseppe
- San Lorenzo
- Santa Lucia sul Prato
- San Marco
- Santa Maria Maggiore
- Santa Maria Novella
- San Remigio
- San Salvatore in Ognissanti
- Santa Trìnita
- Santi Apostoli e Biagio
- Santissima Annunziata

### Vicariato di Porta alla Croce
18 parrocchie a Firenze:

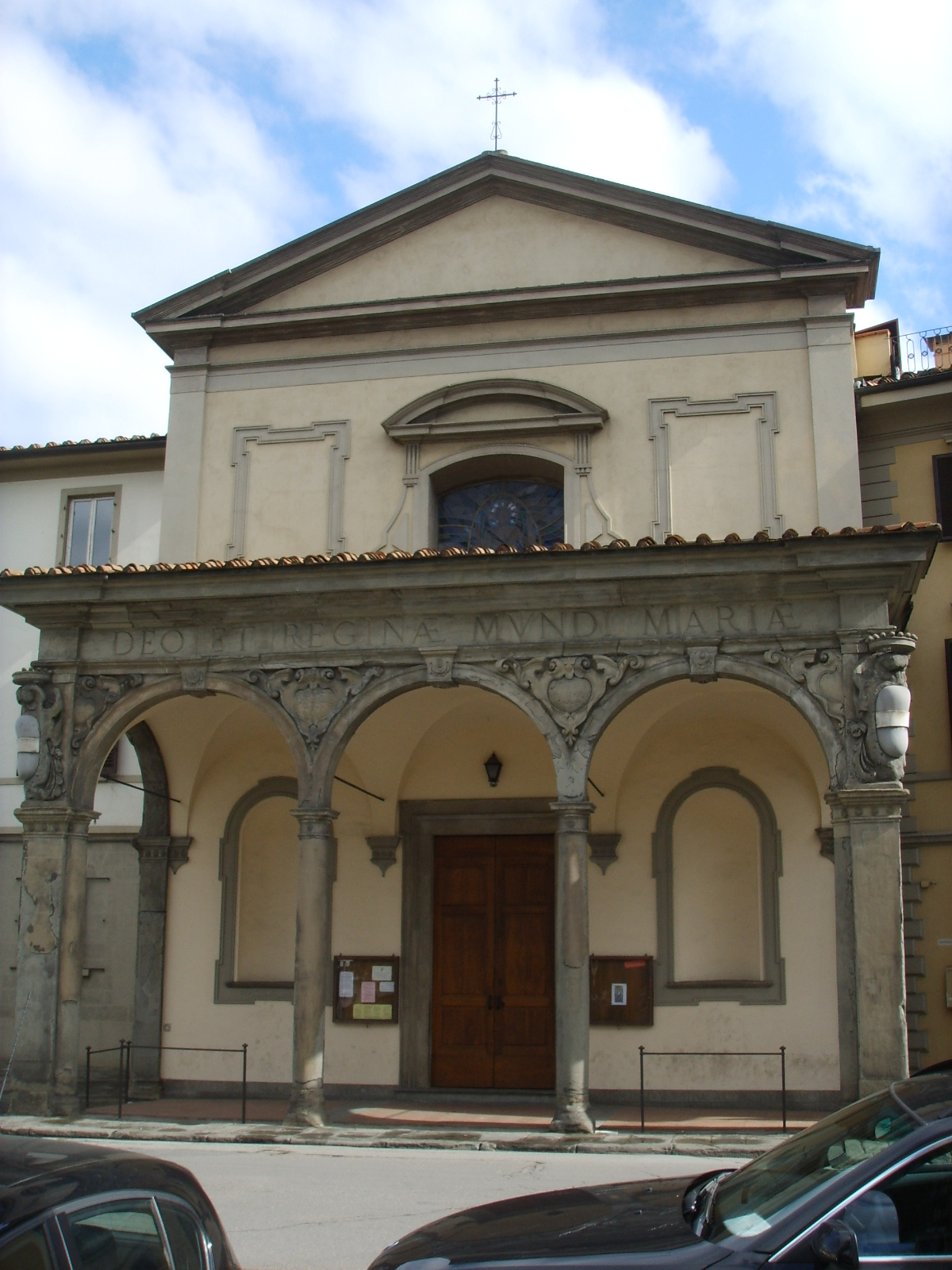
La chiesa della Madonna della Tosse.

- Beata Vergine Maria Madre della Divina Provvidenza
- Madonna della Tosse a Firenze
- Sant'Andrea a Rovezzano
- Sant'Antonino a Bellariva
- Santa Caterina da Siena a Coverciano
- San Francesco
- San Giovanni Battista nell'ospedale San Salvi
- San Marco Vecchio
- Santa Maria a Coverciano
- Santa Maria a Settignano
- San Michele a Rovezzano
- San Michele a San Salvi
- San Pietro a Varlungo
- San Zanobi e Santi Fiorentini
- Sacra Famiglia
- Sacro Cuore
- Santi Gervasio e Protasio
- Sette Santi Fondatori

### Vicariato di Porta Romana
24 parrocchie a Firenze:
- Corpus Domini al Bandino

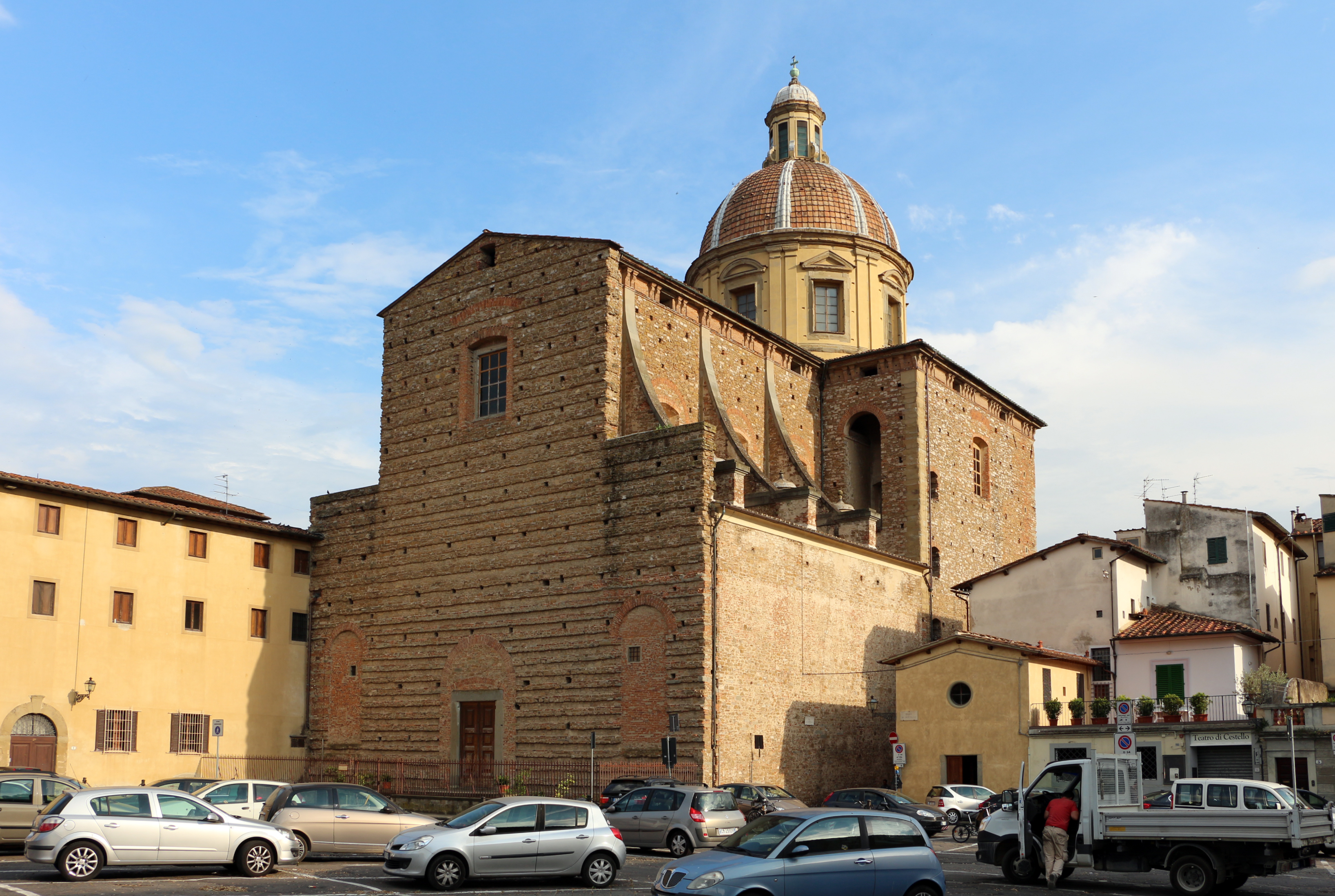
La chiesa di San Frediano in Cestello.

- Resurrezione di Nostro Signore Gesù Cristo alla Nave a Rovezzano
- San Bartolomeo nella Badia a Ripoli
- San Felice a Ema
- San Felice in Piazza
- Santa Felicita
- San Frediano in Cestello
- San Giorgio e Spirito Santo alla Costa
- Sant'Ilario a Colombaia
- San Leonardo in Arcetri
- San Leone Magno
- Santa Lucia de' Magnoli
- Santa Margherita a Montici
- Santa Maria a Marignolle
- Santa Maria a Ricorboli
- Santa Maria e Santa Brigida al Paradiso
- San Michele a Monteripaldi
- San Niccolò a Oltrarno
- San Piero in Palco
- San Pietro in Gattolino
- Santi Vito e Modesto a Bellosguardo
- Santi Antonio e Margherita nell'Istituto Ortopedico Toscano
- Santi Giuseppe e Lucia al Galluzzo
- Santissima Annunziata Poggio Imperiale

## Area suburbana

### Vicariato di Rifredi

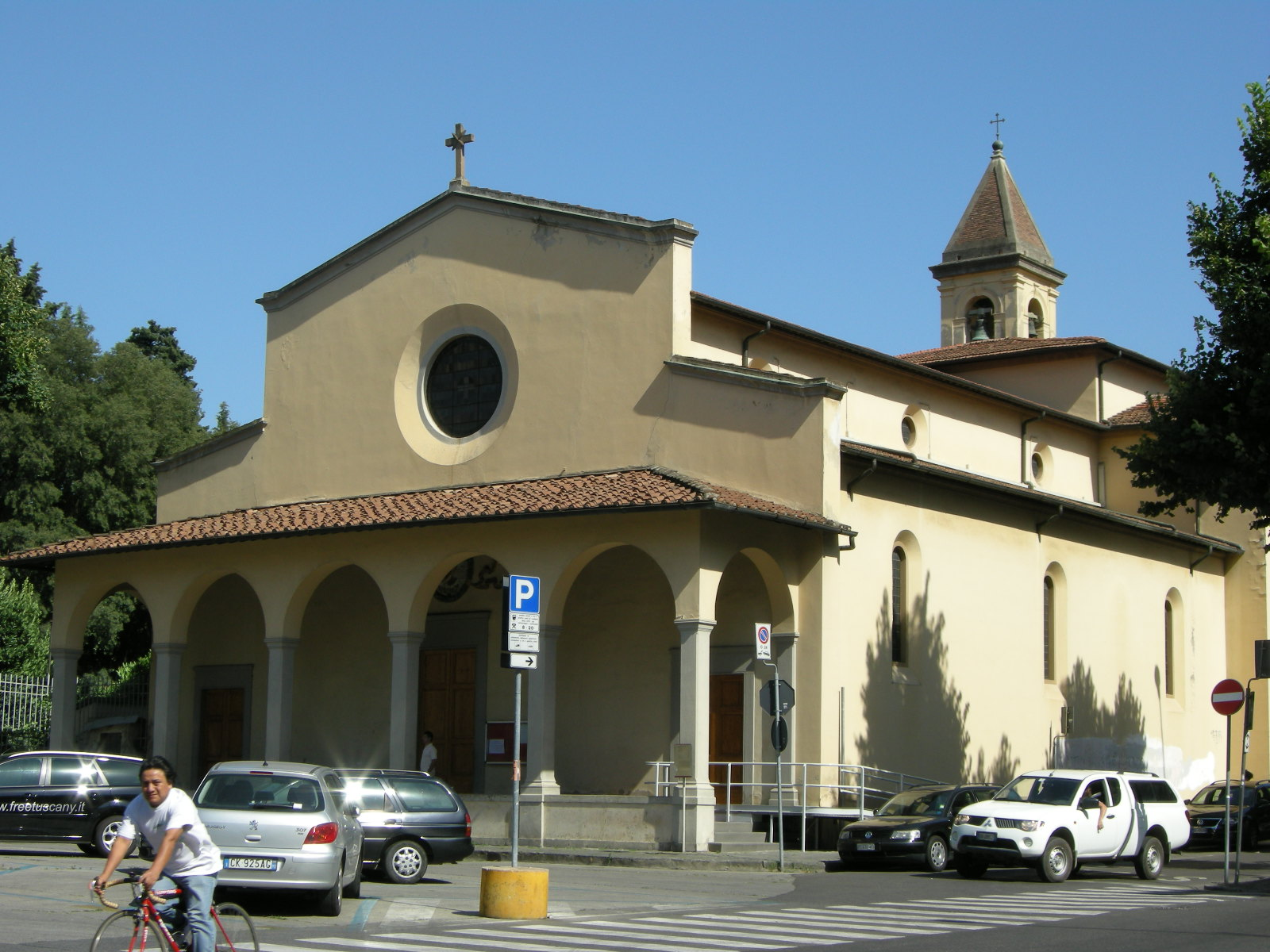
La chiesa del Sacro Cuore al Romito.

13 parrocchie, di cui 12 a Firenze e 1 a Sesto Fiorentino:
- Immacolata e San Martino a Montughi
- Sant'Andrea a Cercina - Sesto Fiorentino
- Sant'Antonio da Padova al Romito
- San Giovanni Battista nell'Ospedale Careggi
- San Lorenzo a Serpiolle
- Santa Lucia a Trespiano
- San Michele a Castello
- San Pietro a Careggi
- San Pio X al Sodo
- San Silvestro a Ruffignano
- Santo Stefano in Pane a Rifredi
- Sacro Cuore al Romito
- Santi Francesco e Chiara a Montughi

### Vicariato di Scandicci

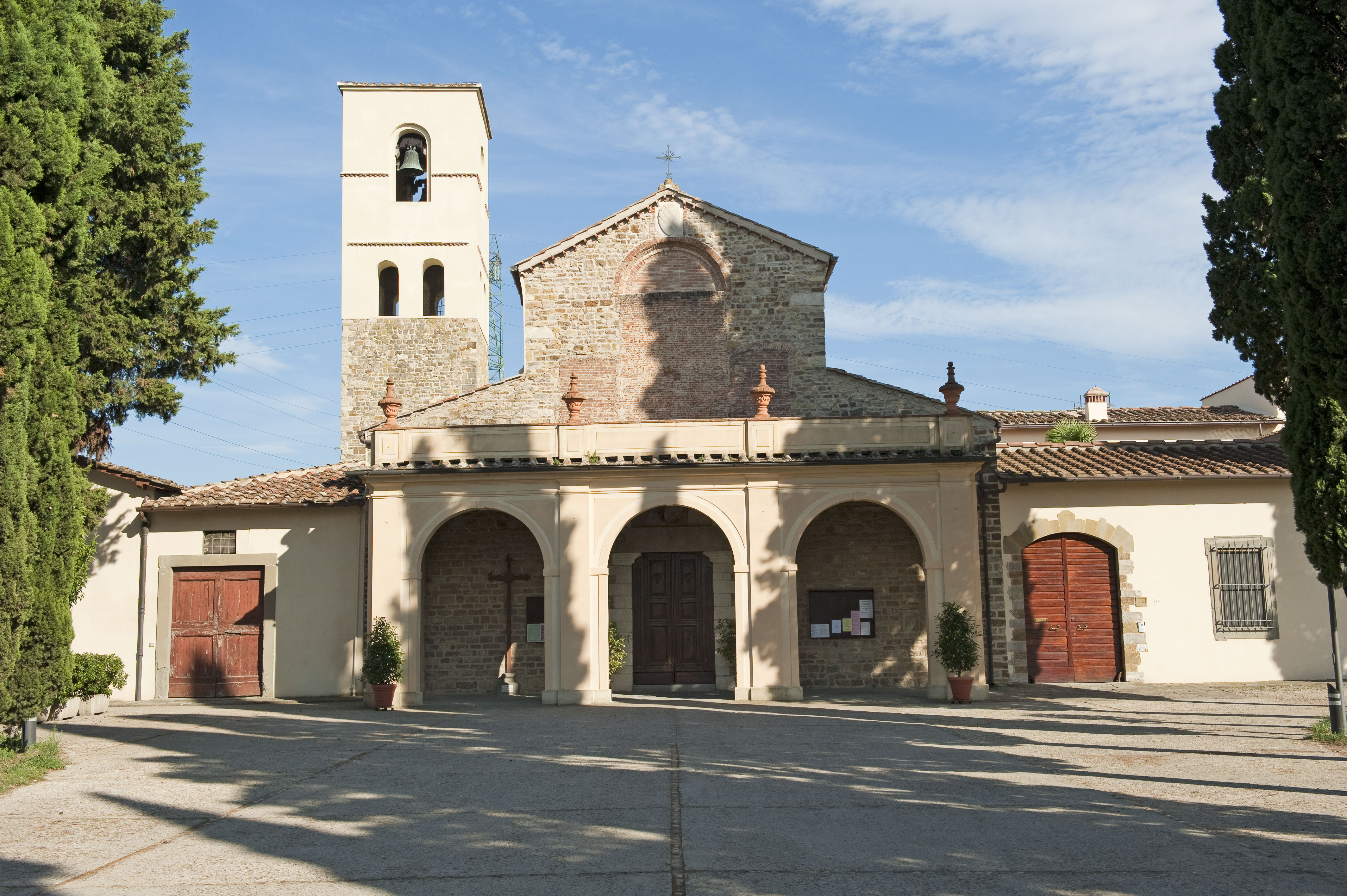
La pieve di San Giuliano a Settimo.

13 parrocchie, di cui 12 a Scandicci e 1 a Firenze:
- Gesù Buon Pastore a Casellina
- Sant'Alessandro a Giogoli
- Sant'Andrea a Mosciano
- San Bartolomeo in Tuto
- San Colombano a Settimo
- San Giuliano a Settimo
- San Luca a Vingone
- Santa Maria
- Santa Maria Madre della Chiesa a Torregalli - Firenze
- San Martino alla Palma
- San Salvatore e San Lorenzo a Settimo
- San Vincenzo a Torri
- San Zanobi a Casignano

### Vicariato di Campi Bisenzio
9 parrocchie a Campi Bisenzio:
- Sant'Andrea a San Donnino
- San Cresci
- San Donnino
- San Lorenzo
- Santa Maria
- San Piero a Ponti
- Santo Stefano
- Sacro Cuore di Gesù

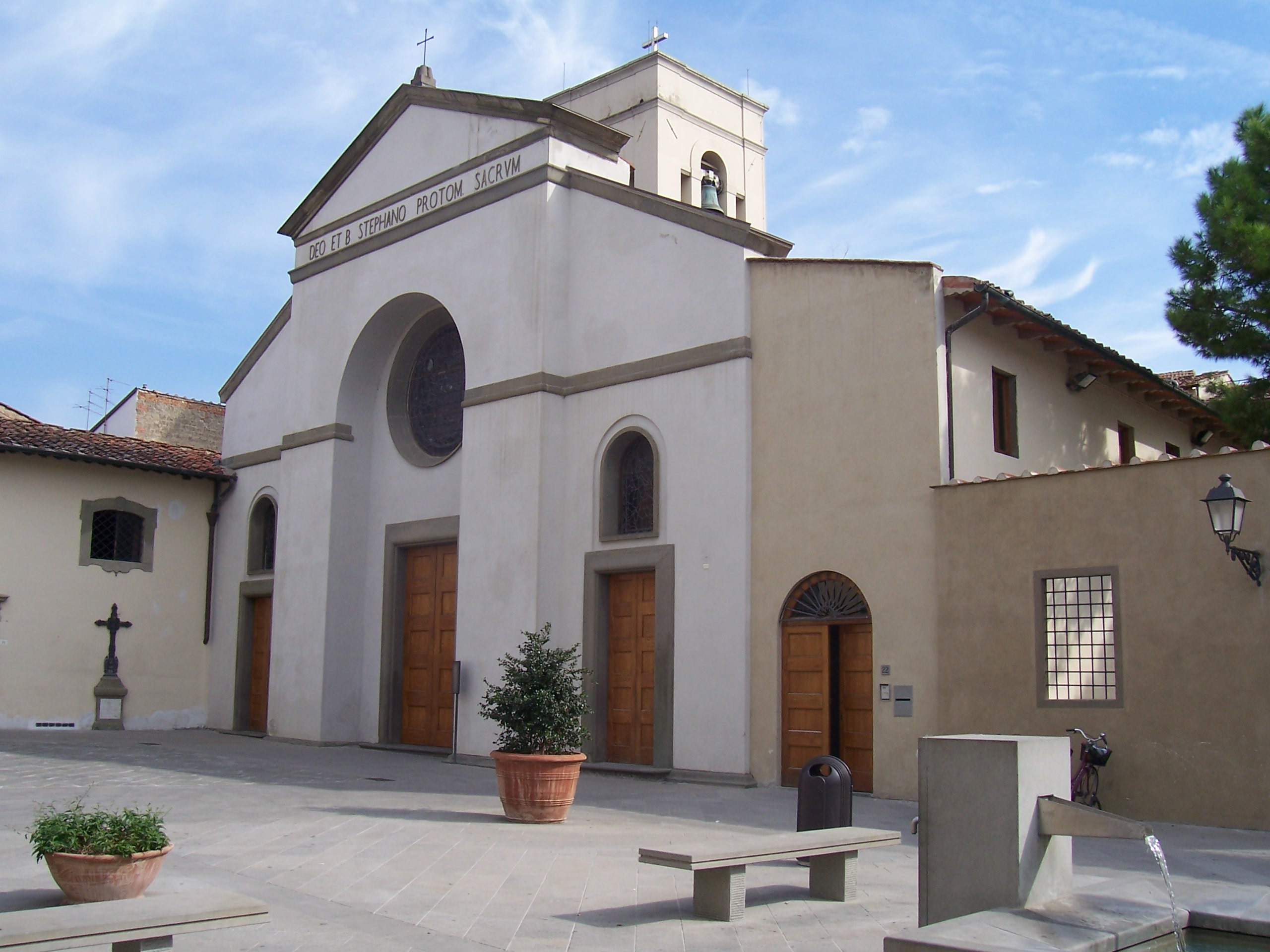
La pieve di Santo Stefano.

- Santi Quirico e Giulitta a Capalle

### Vicariato delle Signe

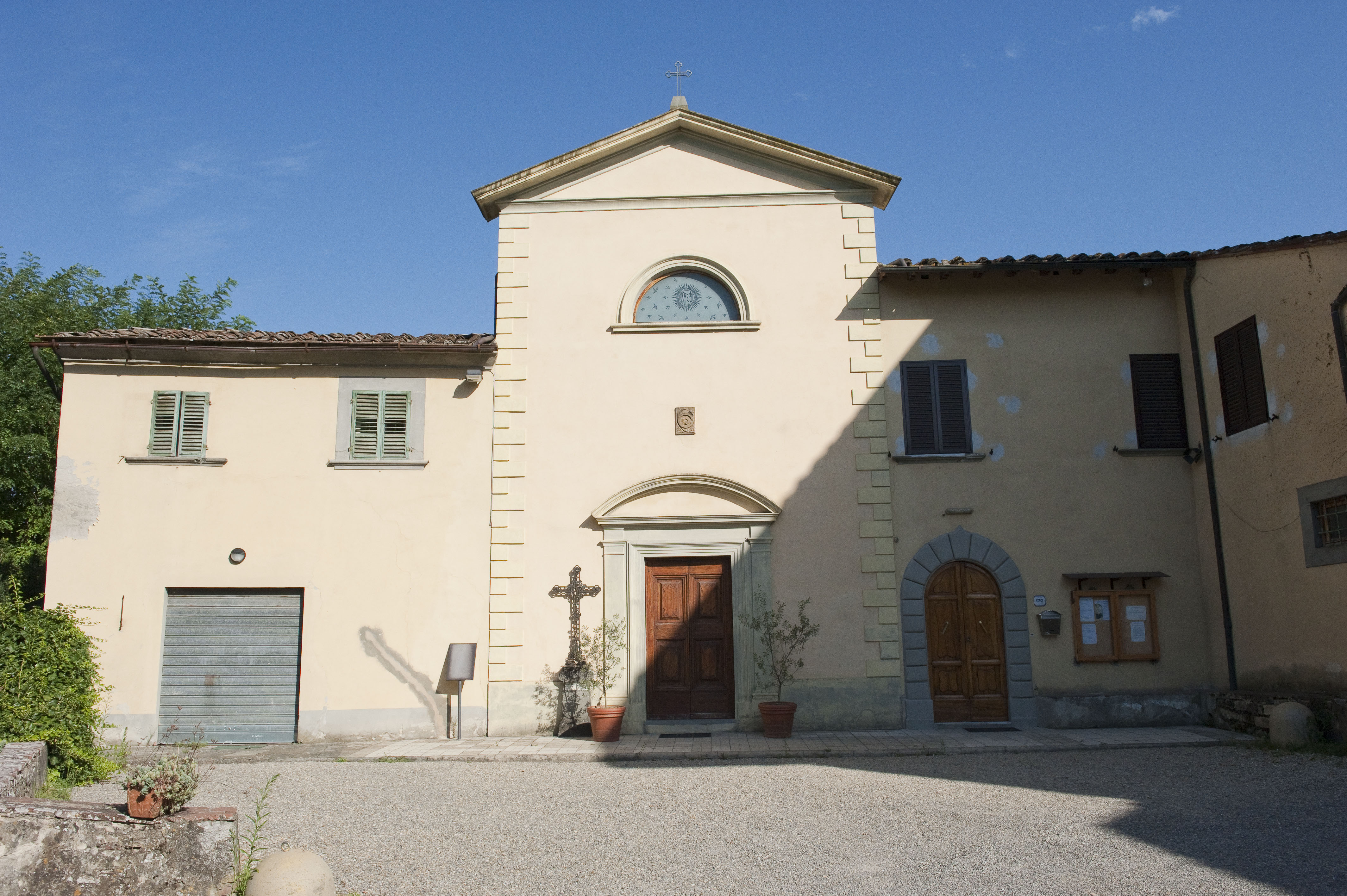
La chiesa di Santa Maria a Castagnolo.

12 parrocchie, di cui 7 a Lastra a Signa e 5 a Signa:
- Natività di Nostro Signore Gesù Cristo - Lastra a Signa
- Santi Giovanni Battista e Lorenzo - Signa
- Santa Maria a Brucianesi - Lastra a Signa
- San Mauro a Signa - Signa
- Santa Maria a Castagnolo - Lastra a Signa
- Santa Maria a Castello di Signa - Signa
- San Martino a Gangalandi - Lastra a Signa
- San Miniato - Signa
- San Pietro a Lecore - Signa
- San Pietro a Malmantile - Lastra a Signa
- San Pietro a Porto di Mezzo - Lastra a Signa
- Santo Stefano a Calcinaia - Lastra a Signa

### Vicariato di Antella Ripoli e Impruneta

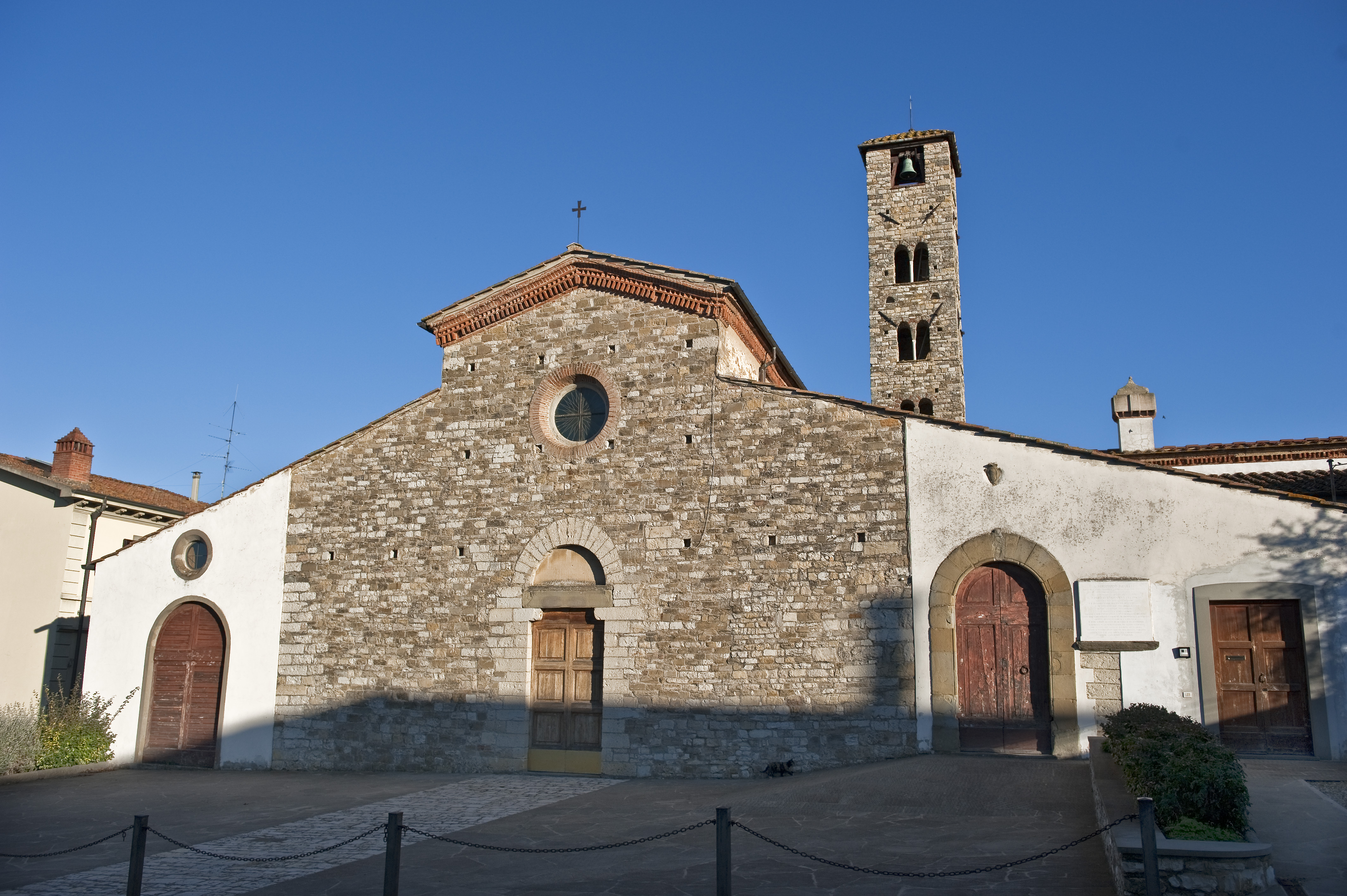
La pieve di San Donnino a Villamagna.

27 parrocchie, di cui 15 a Bagno a Ripoli, 7 a Impruneta, 4 a Greve in Chianti, 1 a Rignano sull'Arno
- Santa Maria all'Antella - Bagno a Ripoli
- Sant'Andrea a Candeli - Bagno a Ripoli
- San Giusto a Ema - Bagno a Ripoli
- San Pietro a Ema - Bagno a Ripoli
- San Michele Arcangelo a Grassina - Bagno a Ripoli
- Santa Cristina a Pancole e Sant'Ilario a Pitigliolo - Greve in Chianti
- Santo Stefano a Paterno - Bagno a Ripoli
- San Bartolomeo a Quarate - Bagno a Ripoli
- Santa Maria a Quarto (di Ripoli)  - Bagno a Ripoli
- Santa Maria a Rignalla - Bagno a Ripoli
- San Pietro a Ripoli - Bagno a Ripoli
- San Giorgio a Ruballa - Bagno a Ripoli
- Santi Quirico e Giulitta a Ruballa - Bagno a Ripoli
- San Martino a Strada o ai Cipressi - Bagno a Ripoli
- San Lorenzo a Vicchio di Rimaggio - Bagno a Ripoli
- San Donnino a Villamagna - Bagno a Ripoli
- San Giorgio al Ferrone - Greve in Chianti
- San Cristoforo a Strada - Greve in Chianti
- San Martino a Bagnolo - Impruneta
- San Pietro in Jerusalem (o San Gersolè) - Impruneta
- Santa Maria all'Impruneta - Impruneta
- Santi Stefano e Caterina a Pozzolatico - Impruneta
- San Lorenzo alle Rose - Impruneta
- Sacro Cuore di Gesù a Tavarnuzze - Impruneta
- San Cristoforo a Viciano - Impruneta
- San Donato in Collina - Rignano sull'Arno
- San Giuseppe Artigiano al Passo dei Pecorai - Greve in Chianti

### Vicariato di Sesto e Calenzano

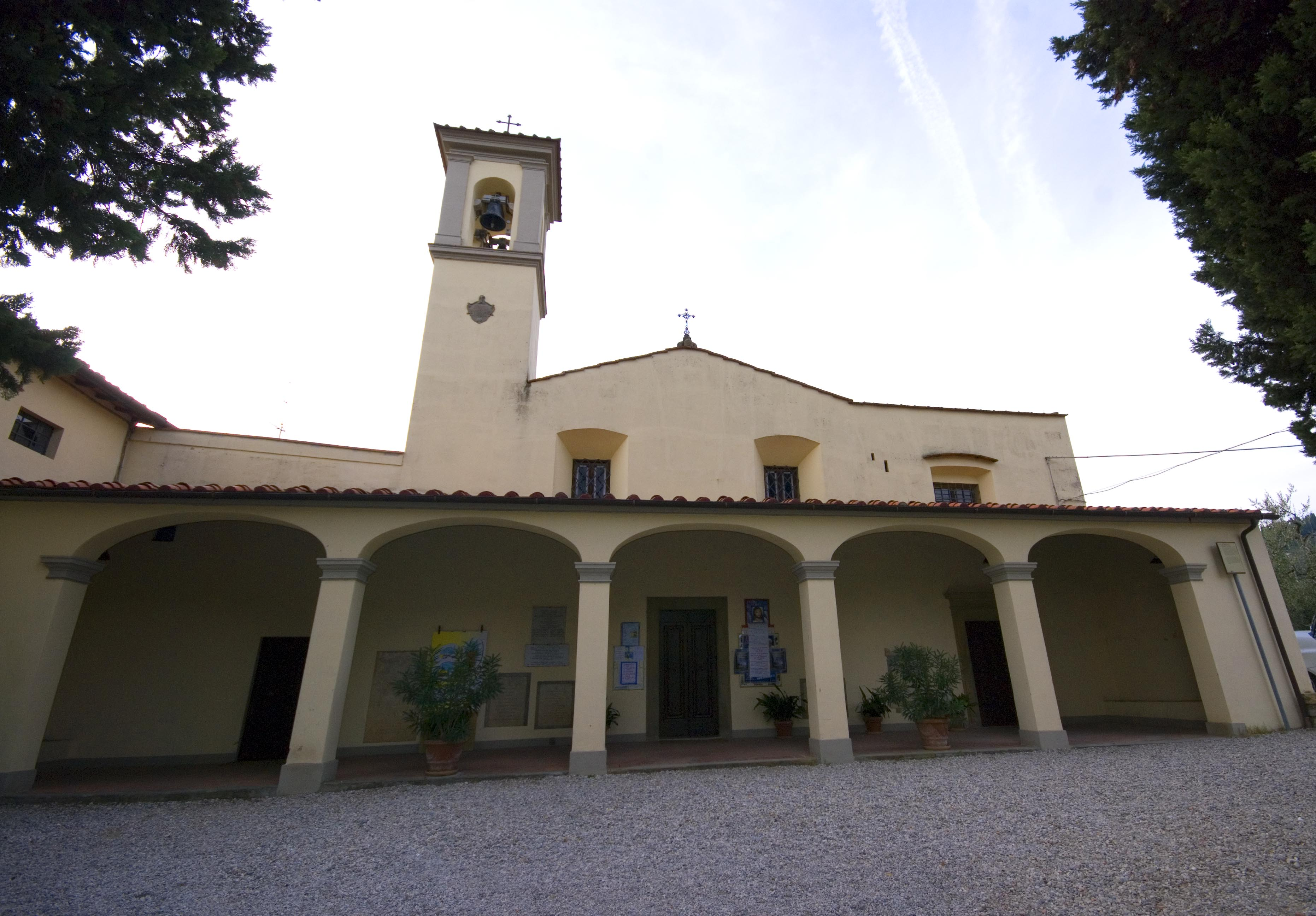
La chiesa di Santa Maria e San Jacopo a Querceto.

17 parrocchie, di cui 9 a Calenzano e 8 a Sesto Fiorentino:
- Beata Vergine Maria Immacolata - Sesto Fiorentino
- Santa Croce a Quinto - Sesto Fiorentino
- San Donato - Calenzano
- San Giuseppe Artigiano - Sesto Fiorentino
- San Jacopo a Querceto - Sesto Fiorentino
- Santa Lucia a Settimello - Calenzano
- Santa Maria a Carraia - Calenzano
- Santa Maria a Morello - Sesto Fiorentino
- Santa Maria a Quinto - Sesto Fiorentino
- Santa Maria delle Grazie - Calenzano
- Santi Maria e Bartolomeo a Padule - Sesto Fiorentino
- San Martino - Sesto Fiorentino
- San Niccolò - Calenzano
- San Pietro a Casaglia - Calenzano
- San Romolo a Colonnata - Sesto Fiorentino
- San Ruffignano a Sommaia - Calenzano
- San Severo a Legri - Calenzano

## Area periferica

### Vicariato del Mugello Est

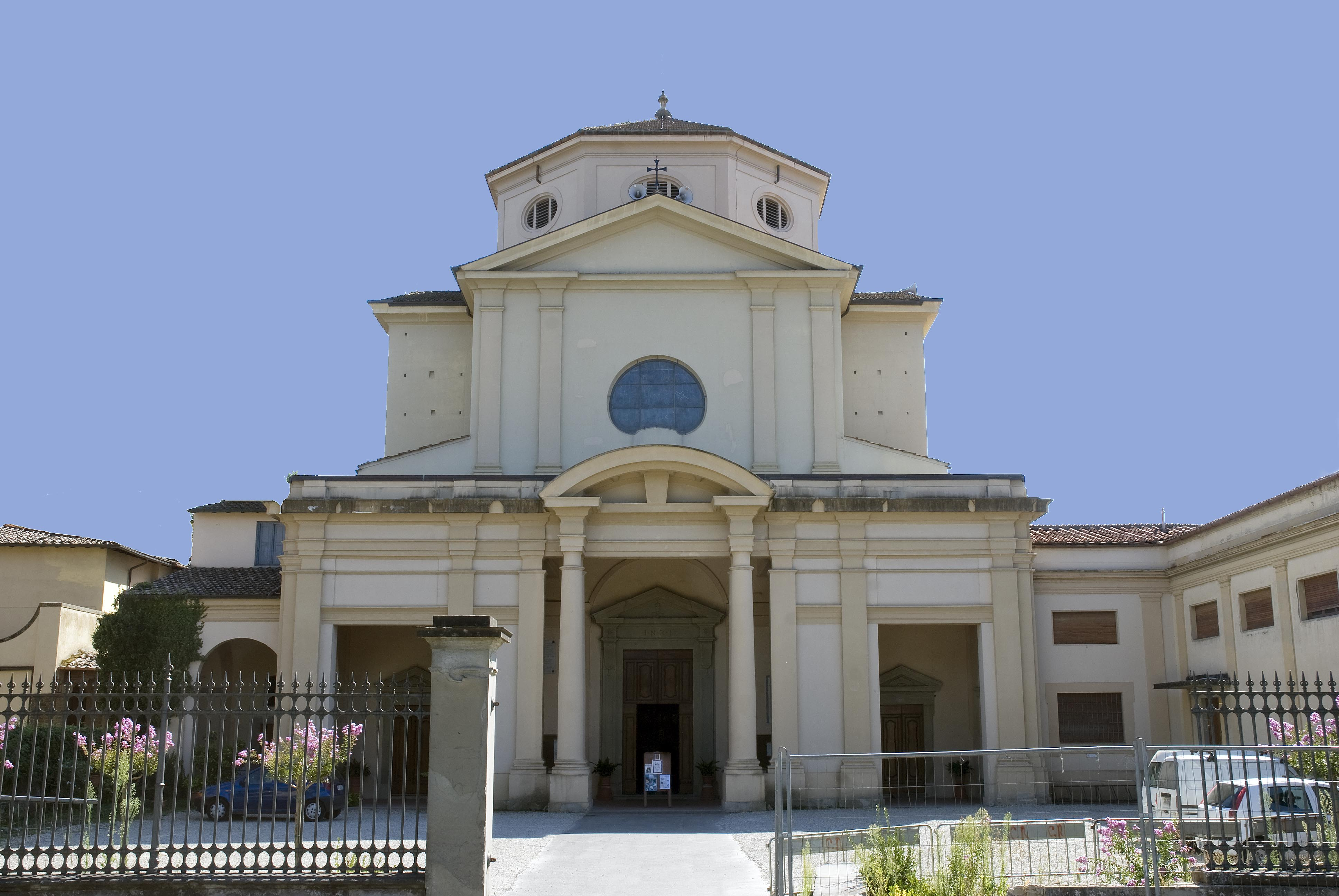
il Santuario del Santissimo Crocifisso dei Miracoli a Borgo San Lorenzo.

20 parrocchie, di cui 11 a Borgo San Lorenzo, 6 a Vicchio, 2 a Palazzuolo sul Senio e 1 a Dicomano:
- San Cassiano in Padule - Vicchio
- San Cresci e Sacra Famiglia a Sagginale - Borgo San Lorenzo
- San Donato a Cistio - Vicchio
- San Donato a Polcanto - Borgo San Lorenzo
- San Giovanni Battista - Vicchio
- San Giovanni Battista Decollato a Misileo - Palazzuolo sul Senio
- San Giovanni Maggiore a Panicaglia - Borgo San Lorenzo
- San Lorenzo - Borgo San Lorenzo
- San Lorenzo a Villore - Vicchio
- Santa Maria - Dicomano
- Santa Maria a Olmi - Borgo San Lorenzo
- Santa Maria a Vezzano - Vicchio
- San Martino a Vespignano - Vicchio
- San Michele a Ronta - Borgo San Lorenzo
- San Miniato a Piazzano - Borgo San Lorenzo
- San Paolo a Razzuolo - Borgo San Lorenzo
- San Pietro a Luco - Borgo San Lorenzo
- Santo Stefano a Grezzano - Borgo San Lorenzo
- Santo Stefano - Palazzuolo sul Senio
- Santissimo Crocifisso - Borgo San Lorenzo

### Vicariato del Mugello Ovest

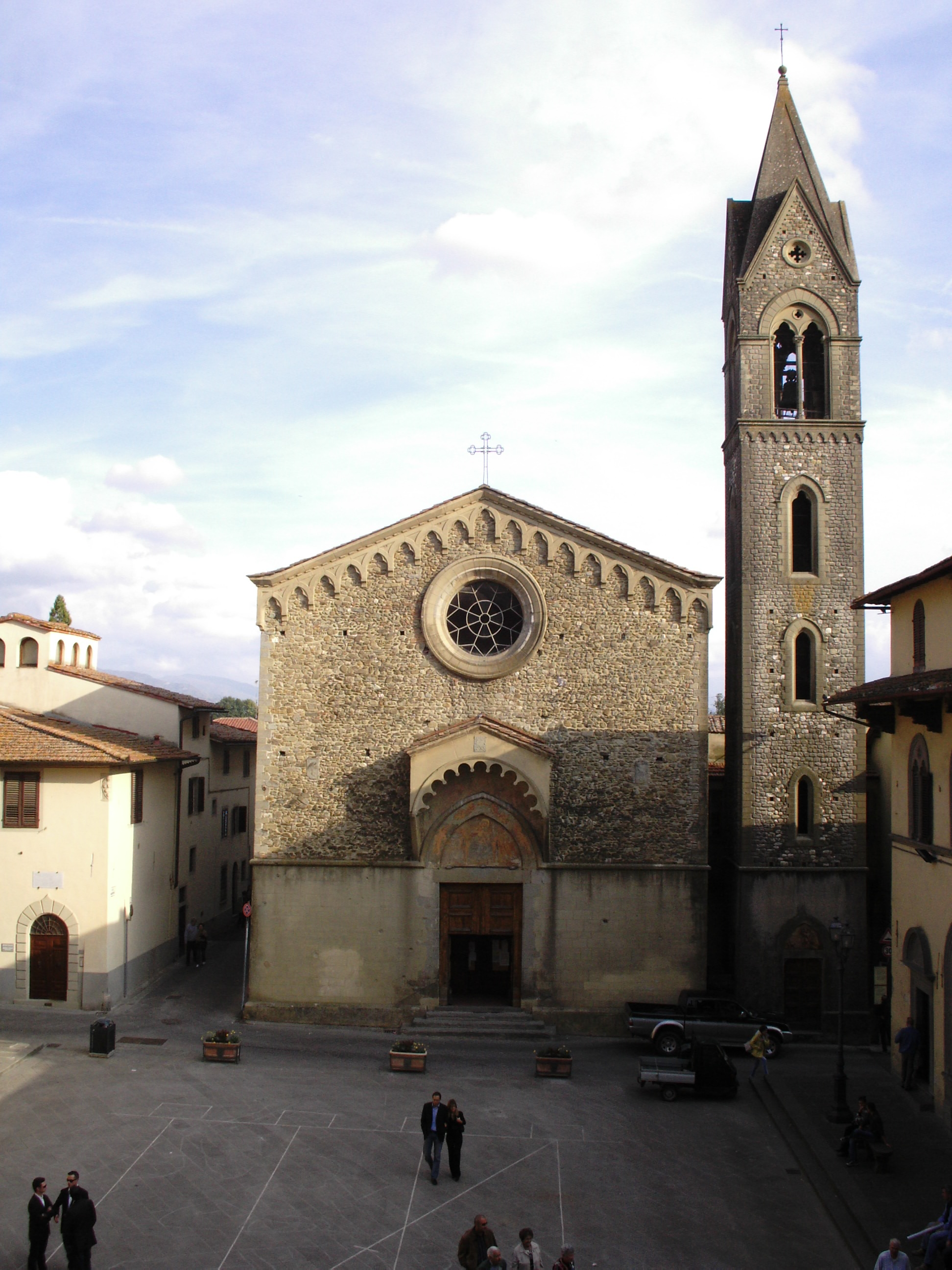
La prepositura dei Santi Jacopo e Filippo a Scarperia.

15 parrocchie, di cui 7 a Scarperia e San Piero, 6 a Barberino di Mugello e 2 a Vaglia:
- Sant'Agata di Mugello - Scarperia e San Piero
- San Bartolomeo a Galliano - Barberino di Mugello
- San Giovanni Battista a Senni - Scarperia e San Piero
- San Giovanni Battista al Lago - Barberino di Mugello
- San Jacopo alla Cavallina - Barberino di Mugello
- Santa Maria a Fagna - Scarperia e San Piero
- San Michele a Lumena e San Lorenzo a Gabbiano - Scarperia e San Piero
- San Michele Arcangelo a Montecarelli - Barberino di Mugello
- San Pietro a Cirignano - Barberino di Mugello
- San Pietro a San Piero a Sieve - Scarperia e San Piero
- San Pietro - Vaglia
- San Romolo a Bivigliano - Vaglia
- San Silvestro - Barberino di Mugello
- Santo Stefano a Campomigliaio - Scarperia e San Piero
- Santi Jacopo e Filippo - Scarperia e San Piero

### Vicariato della Valdelsa Fiorentina
8 parrocchie

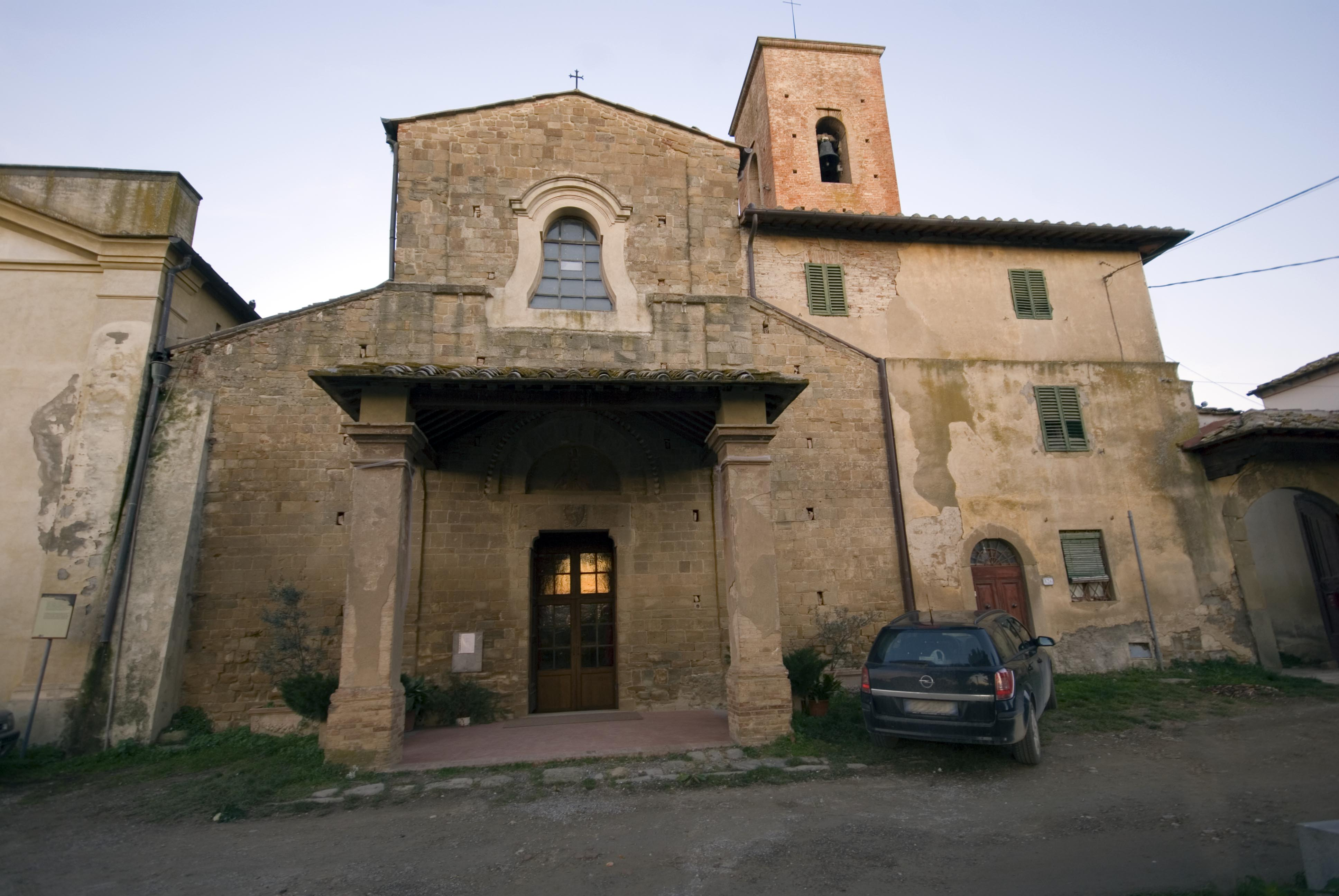
La pieve di San Lazzaro a Certaldo.

- Cuore Immacolato di Maria Santissima a Ortimino - Montespertoli
- Maria Santissima Madre di Dio a Cambiano-Sala - Castelfiorentino
- Sant'Andrea a Vico d'Elsa - Barberino Val d'Elsa
- Santa Maria Assunta a Petrazzi - Castelfiorentino
- San Tommaso - Certaldo
- Santa Verdiana - Castelfiorentino
- Sacro Cuore di Gesù a Fontanella - Empoli
- Santi Donato e Lazzaro a Lucardo - Certaldo

### Vicariato di San Casciano-Montespertoli-Tavarnelle
30 parrocchie:
- Sant'Andrea a Montespertoli
- Sant'Andrea in Percussina
- San Bartolomeo a Palazzuolo
- San Cassiano a S. Casciano Val di Pesa
- Santa Caterina a Cerbaia
- Santa Cecilia a Decimo
- San Colombano a Bargino
- Santa Cristina a Montefiridolfi
- San Donato a Chiesanuova
- San Donato in Poggio
- San Giorgio a Cinciano
- San Giovanni in Sugana
- San Giuseppe Artigiano al Passo dei Pecorai
- San Jacopo a Sambuca
- San Lorenzo a Montegufoni
- Santa Maria a Marcialla
- Santa Maria a Mercatale
- Santa Maria ad Argiano
- Santa Maria al Morrocco
- Santa Maria alla Romola
- San Pancrazio a S. Pancrazio Val di Pesa
- San Piero di Sopra
- San Pietro in Mercato
- San Quirico in Collina
- San Romolo a Tignano
- San Ruffignano a Monsanto
- Santo Stefano a Campoli
- Santo Stefano a Linari
- Santi Martino e Giusto a Lucardo
- Santi Pietro e Lucia a Tavarnelle

### Vicariato di Empoli-Montelupo
27 parrocchie:
- Beata Vergine Immacolata in Val d'Orme
- Madonna del Rosario e San Pio V a Ponzano
- Sant'Andrea a Botinaccio
- Sant'Andrea a Empoli
- San Bartolomeo a Martignana
- San Bartolomeo a Sovigliana
- Santa Cristina a Pagnana
- San Donato a Livizzano e S.Maria a Pulica
- San Donato in Val di Botte
- San Giovanni Evangelista a Empoli
- San Giovanni Evangelista a Montelupo
- San Jacopo ad Avane
- San Leonardo a Cerbaiola
- Santa Maria a Cortenuova
- Santa Maria a Fibbiana
- Santa Maria a Ripa
- Santa Maria a Sammontana
- Santa Maria a Spicchio
- San Martino a Pontorme
- San Michele a Pontorme
- San Miniato a Samminiatello
- San Pietro a Riottoli
- Santi Giovanni Evangelista Lorenzo a Monterappoli
- Santi Michele e Leopoldo alla Tinaia
- Santi Quirico e Lucia all'Ambrogiana
- Santi Simone e Giuda a Corniola
- Santi Vito e Modesto a Fior di Selva

### Vicariato di Firenzuola
14 parrocchie a Firenzuola:
- San Giovanni Battista

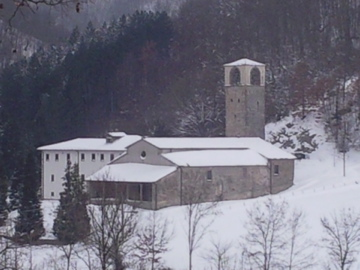
La pieve di San Giovanni Battista Decollato a Cornacchiaia.

- San Giovanni Battista Decollato a Cornacchiaia
- San Jacopo alla Traversa
- San Lorenzo a Pietramala
- Santa Maria e San Giovanni Battista Decollato a Bordignano
- San Martino a Bruscoli
- San Martino a Castro
- San Matteo a Covigliaio e San Bartolomeo alle Valli
- San Michele a Casanuova
- San Michele a Montalbano
- San Patrizio a Tirli
- Santi Andrea Apostolo e Dionigi Aeropagita a Piancaldoli
- Santi Giorgio e Jacopo a Visignano
- Santi Giustino e Giovanni Battista Decollato a Camaggiore

### Vicariato di Pontassieve

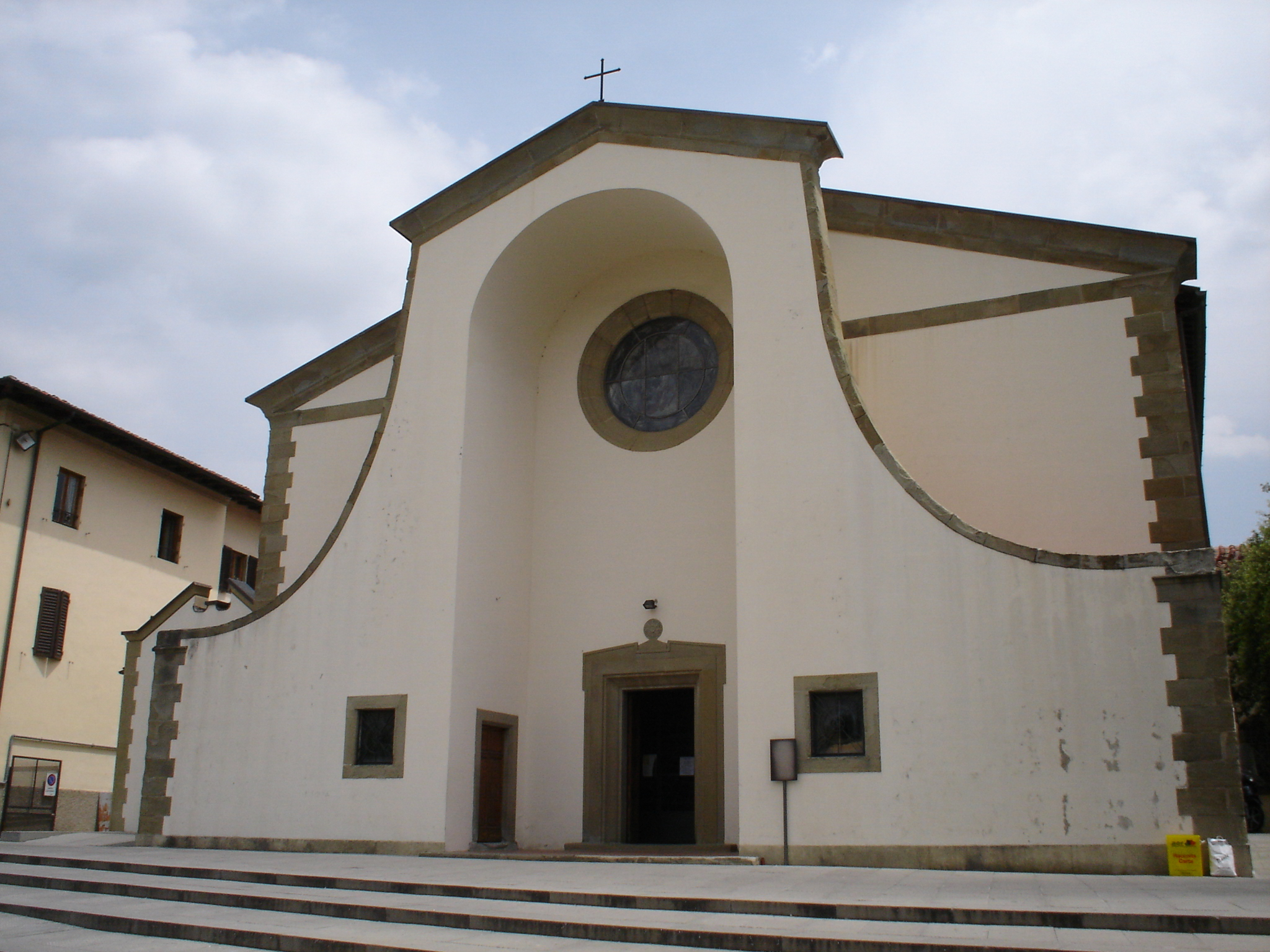
La prepositura di San Michele Arcangelo.

10 parrocchie, di cui 8 a Pontassieve e 2 a Fiesole:
- Sant'Andrea a Doccia
- San Donato a Torri - Fiesole
- Sant'Eustachio in Acone
- San Giovanni Battista a Remole o Sieci
- San Giovanni Gualberto
- San Jacopo al Girone - Fiesole
- San Martino alle Sieci o Mulin del Piano
- San Michele Arcangelo
- San Miniato a Montebonello
- Sante Caterina e Francesca alle Falle